# Timarete filigera
Timarete filigera är en ringmaskart som först beskrevs av Delle Chiaje 1828.  Timarete filigera ingår i släktet Timarete och familjen Cirratulidae. Inga underarter finns listade i Catalogue of Life.